# Trypogeus superbus
Trypogeus superbus (лат.) — вид жуков-усачей рода Trypogeus из подсемейства Dorcasominae. Юго-Восточная Азия: Вьетнам и Лаос.

## Описание
Среднего размера жуки-усачи (длина 9 — 15,8 в плечах до 4 мм), желтовато-коричневого цвета. У самцов обычно желтые покровы; мандибулы, антенномеры 3-9, голени и лапки коричневые, почти чёрные. Передний и задний края переднеспинки коричневые, а также округлое пятно в центре диска. Щупики красноватые. Нижняя сторона головы, переднегрудь, бока среднегруди и заднегруди и тергиты брюшка коричневые. Основание антенномеров 1-4 желтоватое, антенномеры 10-11 жёлтые. Брюшные сегменты коричневые у самцов и жёлтые у самок. Голова большая, почти поперечная, шея сильно погружена в переднеспинку, глаза маленькие и не очень выпуклые. Вид был впервые описан в 1922 году под названием Toxotus superbus, а его валидный статус был подтверждён в ходе ревизии, проведённой в 2015 году испанским энтомологом Эдуардом Вивесом (Eduard Vives, Museu de Ciuències Naturals de Barcelona, Террасса, Испания).